# Astragalus karakuschensis
Astragalus karakuschensis är en ärtväxtart som beskrevs av Nikolai Fedorovich Gontscharow. Astragalus karakuschensis ingår i släktet vedlar, och familjen ärtväxter. Inga underarter finns listade i Catalogue of Life.